# Olivier Boivin
Olivier Boivin (Saint-Brieuc, 6 giugno 1965) è un ex canoista francese.

## Palmarès
- Giochi olimpici

Barcellona 1992: bronzo nel C2 1000 metri.
- Mondiali - Velocità

Plovdiv 1989: argento nel C2 1000 metri, argento nel C2 10000 metri.
Parigi 1991: argento nel C2 1000 metri, bronzo nel C2 500 metri.
Copenaghen 1993: argento nel C2 1000 metri.
Città del Messico 1994: bronzo nel C2 200 metri.
Duisburg 1995: bronzo nel C4 200 metri.